# La Grande Soufrière
La Grande Soufrière è uno stratovulcano attivo che si trova nelle isole francesi di Basse-Terre nell'isola di Guadalupa. Alto 1467 metri, è la montagna più alta delle piccole Antille.

## Eruzioni
L'eruzione vulcanica del 1976 portò ad un'evacuazione ma senza nessuna vittima. La decisione di evacuare fu causa di un'accesa lite tra i vulcanologi Claude Allègre e Haroun Tazieff, che alla fine dette ragione al secondo in quanto l'eruzione fu molto meno violenta di quanto previsto da Allègre e non provocò nessun danno materiale significativo.
Nonostante l'isola fosse deserta, il regista tedesco Werner Herzog viaggiò fino alla città abbandonata di Basse-Terre trovando tre abitanti che avevano rifiutato di lasciare la loro casa ai piedi del vulcano. Questo viaggio è raccontato nel film La Soufrière.